# Vester Vedsted Sogn
Vester Vedsted Sogn  ist eine Kirchspielsgemeinde (dän.: Sogn) im südlichen Dänemark. Bis 1970 gehörte sie zur Harde Ribe Herred im damaligen Ribe Amt, danach zur Ribe Kommune im erweiterten Ribe Amt, die im Zuge der  Kommunalreform zum 1. Januar 2007 in der „neuen“ Esbjerg Kommune in der Region Syddanmark aufgegangen ist.

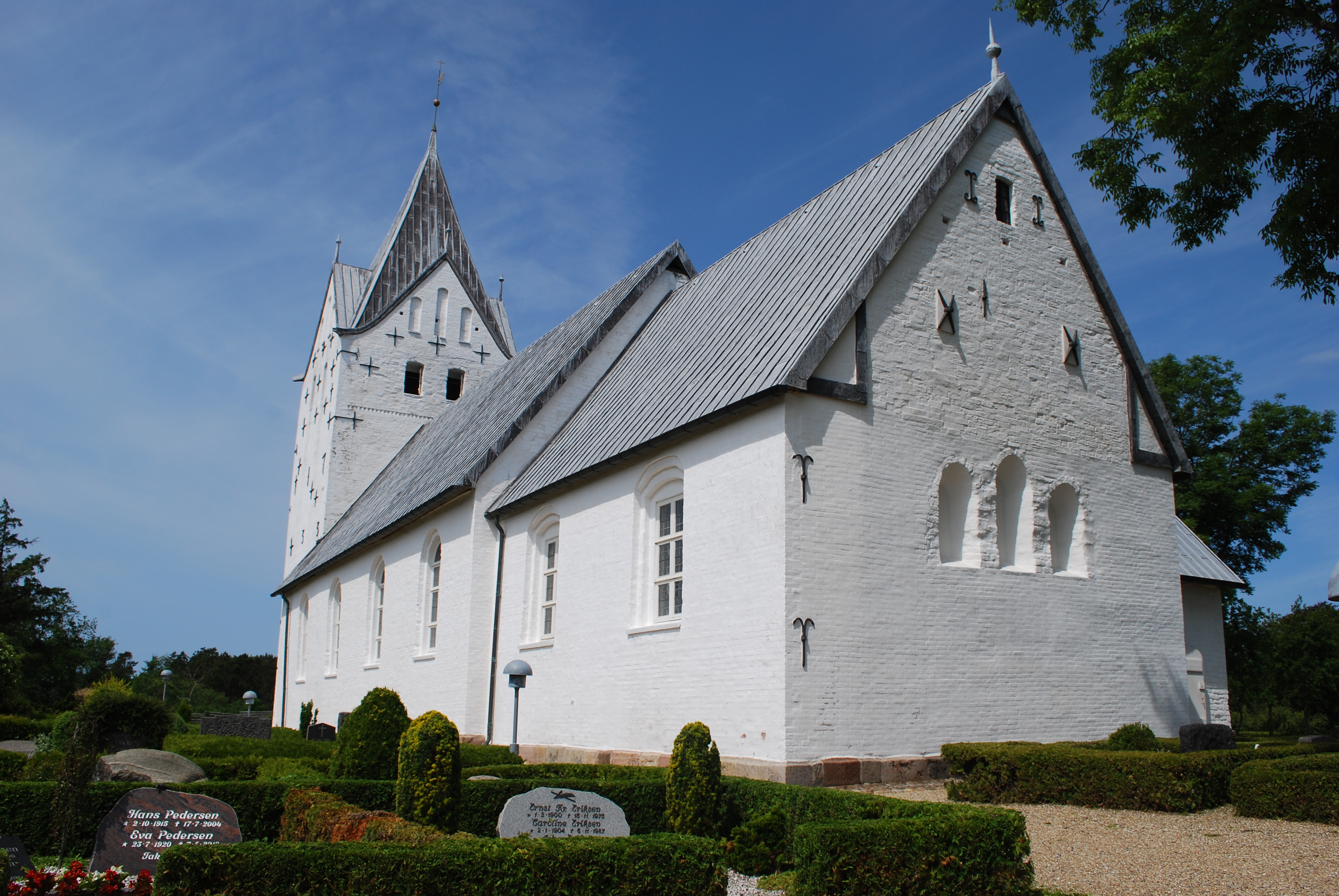
Vester Vedsted Kirke

Am 1. Januar 2023 lebten 1185 Einwohner im Kirchspiel, davon 301 im Kirchort Vester Vedsted. In der Ortschaft Egebæk, die sowohl zur Gemeinde Vester Vedsted als auch zur Gemeinde Hviding gehört, leben 1121 Einwohner. Im Kirchspiel liegt die Kirche „Vester Vedsted kirke“, die bereits im 12. Jahrhundert gebaut wurde.
Nachbargemeinden sind im Norden und Osten Ribe Dom, im Südosten Roager, im Süden Hviding sowie Mandø im Westen.
Der Hort von Vester Vedsted gehört zu den Horten von Ribe.